# Critérium du Dauphiné libéré 1971
La 23e édition du Critérium du Dauphiné libéré a eu lieu du 18 au 23 mai 1971. Elle a été remportée par le Belge Eddy Merckx devant l’Espagnol Luis Ocaña et le Français Bernard Thévenet.

## Parcours et résultats
| Étape       | Date   | Villes étapes                   | type                         | Distance (km) | Vainqueur d'étape   | Leader du classement général |
| ----------- | ------ | ------------------------------- | ---------------------------- | ------------- | ------------------- | ---------------------------- |
| Prologue    | 18 mai | Avignon – Avignon               | contre-la-montre par équipes | 8,5           | Molteni             | Eddy Merckx                  |
| 1re a étape | 19 mai | Orange – Tournon                |                              | 128           | Eric Leman          | Eddy Merckx                  |
| 1re b étape | 19 mai | Tournon – Saint-Étienne         |                              | 76            | Eric Leman          | Eddy Merckx                  |
| 2e étape    | 20 mai | Saint-Étienne – Grenoble        |                              | 196           | André Dierickx      | Eddy Merckx                  |
| 3e étape    | 21 mai | Grenoble – Annecy               |                              | 181           | Bernard Labourdette | Eddy Merckx                  |
| 4e étape    | 22 mai | Annecy – Mâcon                  |                              | 230           | André Dierickx      | Eddy Merckx                  |
| 5e a étape  | 23 mai | Mâcon – Le Creusot              |                              | 146           | Eric Leman          | Eddy Merckx                  |
| 5e b étape  | 23 mai | Le Creusot – Montceau-les-Mines | contre-la-montre individuel  | 27            | Eddy Merckx         | Eddy Merckx                  |

## Classement général final
| #   | Coureur          | Équipe  |    | Temps            |
| 1.  | Eddy Merckx      | Molteni | en | 26 h 42 min 39 s |
| 2.  | Luis Ocaña       | Bic     | +  | 54 s             |
| 3.  | Bernard Thévenet | Peugeot | +  | 1 min 43 s       |
| 4.  | Raymond Poulidor | Fagor   | +  | 1 min 46 s       |
| 5.  | Désiré Letort    | Bic     | +  | 2 min 24 s       |
| 6.  | Yves Hézard      | Sonolor | +  | 2 min 31 s       |
| 7.  | Lucien Van Impe  | Sonolor | +  | 3 min 20 s       |
| 8.  | Jean Jourden     | Fagor   | +  | 3 min 38 s       |
| 9.  | Ferdinand Bracke | Peugeot | +  | 3 min 51 s       |
| 10. | Robert Bouloux   | Peugeot | +  | 4 min 18 s       |